# إم إس زاندام
إم إس زاندام (الاسم بالإنجليزية: MS Zaandam) هي سفينة سياحية تملكها وتشغلها شركة هولاند اميركا لاين، وقد تم تسميتها باسمها هذا تيما باسم مدينة زاندام، هولندا، الموجودة بالقرب من مدينة أمستردام. تم بناؤها من قبل فينكانتييري في Marghera ، إيطاليا وتم تسليمها في عام 2000. سفينة زاندام هي جزء من فئة سفن <i id="mwFA">روتردام</i> وتعتبر سفينة شقيقة لسفن 'امستردام' ، 'روتردام' و 'فوليندام'.
لقد تم رفض طلب ولوج هذه السفينة لقناة بنما، ومن ثم تم رفض طلب وصولها لفورت لودرديل، وكان ذلك بعد تفشي مرض فيروس كورونا 2019, في بداية جائحة عام 2020. 4 أشخاص من الركاب (السياح)، ومن طاقم العمل في السفينة لاقوا حتفهم من مرض فيروس كورونا 2019، إما على متن السفينة نفسها أو في وقت لاحق.

## التصميم والوصف

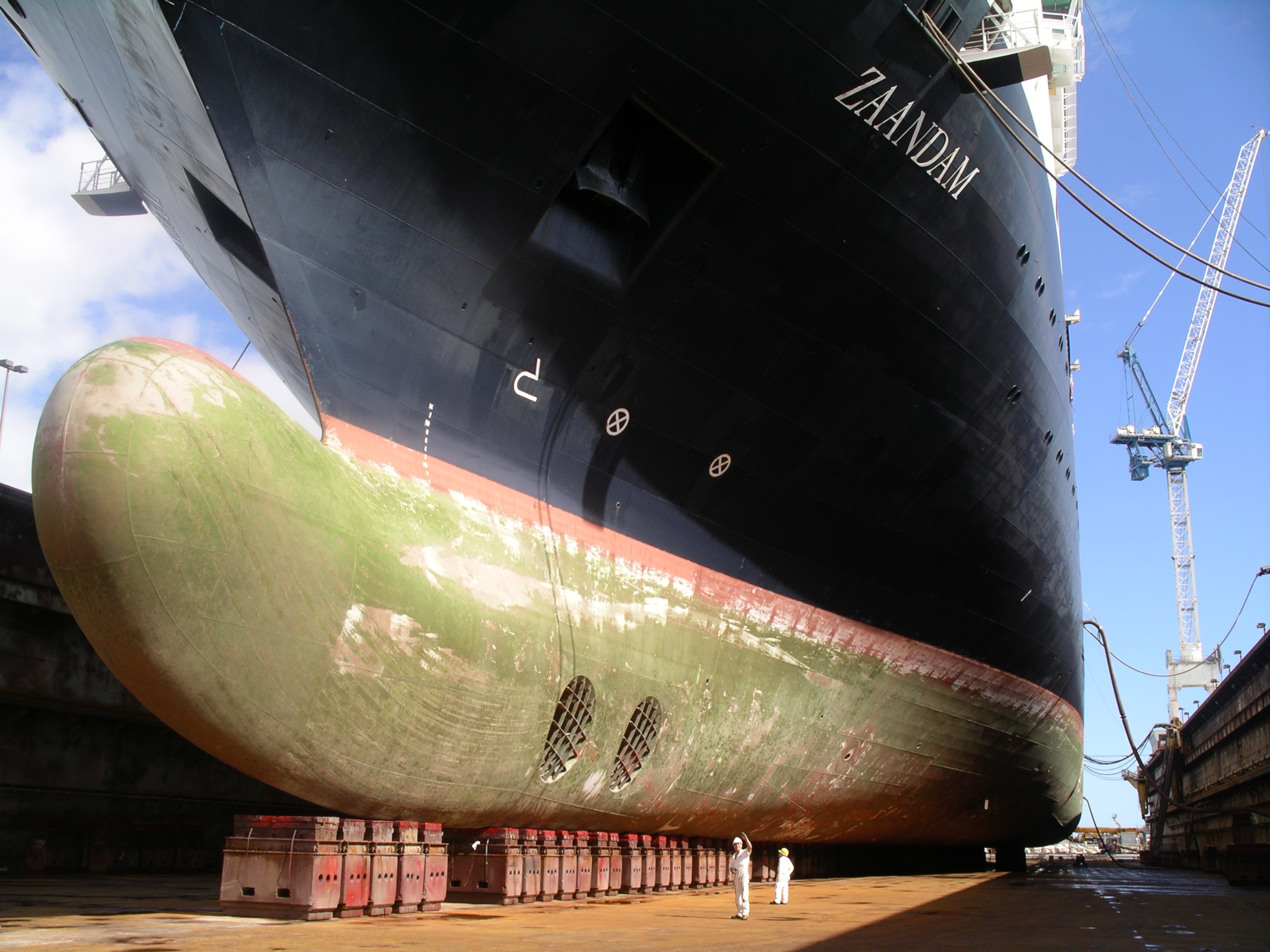
سفينة زاندام في رصيف جاف

تبلغ حمولة السفينة الإجمالية (بالإنجليزية: Gross Tonnage - GT) 61,396، وحمولتها الصافية (بالإنجليزية: Net Tonnage - NT) تبلغ 31,224، والحمولة الساكنة (الاختصار بالإنجليزية: DeadWeight Tonnage) لها هي 7,321 طن. طول السفينة هو 780 قدم (237.7 م) مع شعاع يبلغ طوله 106 قدم 5 بوصة (32.4 م) ، اما الغاطس؛ فطوله هو 27 قدم 1 بوصة (8.3 م).    عندما تم بناء السفينة؛ كان لديها حمولة اجمالية (GT) التي تبلغ 60,906 وDTW يبلغ 6,150. كان الطول الطول الاجمالي لسفينة زاندام عند بنايتها يبلغ 237 متر (777 قدم 7 بوصة) ، وطولها بين العمودين كان يبلغ 202.8 متر (665 قدم 4 بوصة). 
يتم تشغيل السفينة بواسطة نظام ديزل كهربائي الذي يدير يحول مروحتين دافعتين وبالتالي يخلق كيلوواط ساعي قدره 37,500 كيلوواط (50,300 حصان).  وهذا يعطي سفينة زاندام سرعة قصوى تبلغ حوالي 23 عقدة (43 كم/س؛ 26 ميل/س) .  يمكن للسفينة أن تستوعب 1,432 راكبًا ولديها طاقم مكون من 607 شخصا.    تتراوح أحجام المقصورات البالغ عددها 716، من 10.5–104.6 متر مربع (113–1,126 قدم2) ، ومن بين هذه المقصورات؛ 197 مقصورة تمتلك شرفة. تتواجد في سفينة زاندام اجواء موسيقية، ومزينة بالقطع الأثرية والتذكارات التي تتعلق بعدة أنواع من الموسيقى المختلفة. يمكن رؤية امور مثل أرغن ذو أنابيب هولندي؛ مصنوع على الطراز الباروكي، والقيثارات الموقعة من فرق ذا رولينج ستونز وكارلوس سانتانا وكوين.  أحد السلالم المركزية في السفينة؛ تحوي أيضًا على ساكسفون موقَّع من رئيس الولايات المتحدة السابق بيل كلينتون؛ حيث يكون اسمه موقَّع على جزء الفم من الساكسفون.  

## البناء والسيرة العملية
تم بناء السفينة السياحية هذه من قبل فينكانتييري، في Marghera بإيطاليا، رقمها التسلسلي هو 6036 وتم وضع العارضة في تاريخ 26 يونيو 1998. بداية إحتفالية إطلاق السفينة كانت في 29 أبريل 1999 واكتملت في 6 أبريل 2000.  تم 'تعميد' (نوع من الاحتفال بمناسبة اطلاق السفينة) سفينة زاندام من قبل ماري كيت وآشلي أولسن في تاريخ مايو 2000.  السفينة مسجلة في هولندا وتملكها وتشغلها شركة هولاند اميركان لاين. 
تبحر سفينة زاندام حاليًا عبر كندا ونيو إنجلاند خلال فترة فصل الصيف، وتبحر خلال فترة فصل الشتاء عبى المكسيك وهاواي. في شهر ديسمبر وشهر يناير، تجوب سفينة زاندام القارة القطبية الجنوبية وأمريكا الجنوبية.
في تاريخ 24 يونيو 2018 ؛ أصدرت مراكز مكافحة الأمراض واتقائها الأمريكية تقريرا يفي بأن 73 شخصًا أصيبوا بالمرض على متن سفيتة زاندام نتيجة تفشي نوروفيروس. كانت السفينة خلال ذلك الوقت في رحلة بحرية، التي انطلقت من سياتل، واشنطن من اجل الوصول لألاسكا.

### جائحة فيروس كورونا
في تاريخ 7 مارس 2020، غادرت سفينة زاندام مدينة بوينس آيرس، الأرجنتين، مبحرة إلى سان أنطونيو ، تشيلي.   وقد أصبحت عالقة ومحصورة قبالة سواحل شيلي، بعد أن مُنعت من دخول الموانئ منذ تاريخ 14 مارس. من بين 1829 شخصًا (1,243 راكبًا سياحيا، 586 الطاقم العامل) على متن السفينة؛ أصيب 13 راكبًا سياحيا وأكثر من 100 شخصًا من أفراد الطاقم بمرض شبهت اعراضه على انها «أعراض تشبه أعراض الأنفلونزا». اعتبارًا من تاريخ 24 مارس، كانت السفينة تبحر إلى ميناء إيفرجلايدز بولاية فلوريدا على أمل أن ترسو في تاريخ 30 مارس. وارتفع عدد المرضى على متن السفينة انذاك إلى 77 مريض (حتى 24 مارس / آذار). لقي أربعة ركاب مصرعهم أثناء انتظار السفينة لإذن من اجل عبور قناة بنما ، حيث وصل عدد المرضى على متنها إلى 148 مريض. أرسلت شركة هولندا أمريكا السفينة الشقيقة روتردام (الاسم بالإنجليزية: Rotterdam) لمساعدة السفينة واعانتها عن طريق توصيل الإمدادات واختبارات معدة لتشخيص مرض فيروس كورونا 2019 ، وايضا من اجل نقل بعض الركاب على متن روتردام نفسها.  في وقت لاحق؛ في تاريخ 27 مارس، مُنعت سفينة زاندام من المرور عبر قناة بنما بسبب عدد المرضى المتواجدين على متنها. في تاريخ 28 مارس 2020، تم اعطاء ترخيص من قبل وزارة الصحة في بنما واتاحة الإمكانية لكل من سفينة زاندام والسفينة المرافقة لها؛ روتردام ، للعبور عبر قناة بنما من اجل الإبحار باتجاه وجهتهما المقصودة في فلوريدا. سافرت سفينة روتردام خلف سفينة زاندام عبر قناة بنما في طريقها لميناء إيفرجلايدز بولاية فلوريدا. تم انتقال عدد معين من الراكبين (لم يصرح بكمية العدد) من سفينة زاندام إلى السفينة الأخرى في تاريخ 28 مارس 2020. خلال هذا الوقت؛ كان يعمل على متن سفينة زاندام طاقم طبي مكون من 4 أطباء و 4 ممرضين، بينما كان مسجل في جدول العمل الخاص بسفينة روتردام، طبيبين و 4 ممرضين.
بحلول تاريخ 31 مارس 2020؛ أفادت التقارير بازدياد عدد المرضى على متن السفينة لعدد يبلغ 193 شخصا.
في تاريخ 31 مارس 2020, قامت سفينة روتردام بإستقبال وإستيعاب 1400 راكب من سفينة زاندام؛ ولم يعرض أي شخص من هؤلاء الركاب أي أعراض مرضية. بالتالي، بقي على متن سفينة زاندام 450 راكبا و 602 شخصا من طاقم العاملين.
بداية من تاريخ 30 مارس 2020، لم تتلقى هولاند أميركا إذن رسمي من أجل أن ترسي أي من السفينتين في بورت إيفرجليدز مثلما كان مخطط له. وفقا لتقرير من أسوشيتد برس، قال عمدة المدينة، 'دين ترانتالس'، «لا أريد أن ترسي السفينة بالقرب من مدينتي؛ أو على الأقل ليس قبل إتخاذ إجرائات وقائية مكثفة.» 
حاكم ولاية فلوريدا نفسه كان مترددا أيضا بخصوص إستقبال سفينة زاندام في بورت إيفرجليدز، لأن الولاية كانت في خوض التعامل مع العديد من الأمور خلال الجائحة؛ حتى تاريخ 31 مارس 2020 لم يتم إتخاذ أي قرار. قام رئيس هولاند أميركا بمناشدة علنية من أجل أن يتم قبول السفينة وعبر عن قلقه حول قضية تردد العديد من الأرصفة في العديد من الدول من منح الإمدادات والمستلزمات الطبية.
خلال مؤتمر صحفي قام به الحاكم في تاريخ 30 مارس، قال أنه من الممكن أن أفضل حل هو أن يتم إرسال مساعدات طبية للسفينة. في تاريخ 1 أبريل، تنازل الحاكم عن موقفه بقوله أنه سوف يسمح لسكان فلوريدا المتواجدين على السفينة بالترجل منها عند وصولها لقبالة ساحل فلوريدا. 190 راكب وعامل من الطاقم أبلغوا عن معاناتهم من أعراض 'شبيهة بالأنفونزا' و 8 منهم رجعت نتائج فحصهم مؤكدة إيجابيا أنهم يعانوا من مرض فيروس كورونا 2019.
في تاريخ 1 أبريل 2020، قال الرئيس دونالد ترامب أنه "يجب علينا مساعدة الأشخاص [الموجودين على متن السفن] وأن المداولات قد بدأت حول كندا والمملكة المتحدة "من أجل أن ينظما رحلات جوية لأعادة سكانهما المتواجدين على السفن." بعد أن تم السماح للسفينة من أن ترسي على الرصيف، كان المخطط أن يتم أخذ 9 من الركاب المرضاء للمستشفى المحلي ولكن 45 شخصا آخر على متن السفينة والذين كانوا مرضاء، لن يقوموا بالترجل من السفينة. خط السفن الرحلية صرح أن هؤلاء الأشخاص سيبقون على متن السفينة، وسوف يتم معالجتهم طبيا حتى يصلوا للمستوى المقبول "للإرشادات التي وضعها مركز التحكم بالأمراض والوقاية منها حول متى كون المرء مناسب ومسموح له السفر." لم يخطط لترجل أي شخص من طاقم العمل على هذه السفينة أو سفينة روتردام.
كان خط السفن الرحلية يقوم بإجراءات ترتيبية للركاب من الدول الأخرى للسفر من فلوريدا والرحيل منها عن طريق السفر الجوي.
أفاد وصرح تقرير الذي تم إصادره في تاريخ 4 من أبريل، أنه تم إرسال «14 شخصا مريض بشكل حرج» للمستشفيات بينما سيتم للآخرين بالترجل عندما يكون رحلات جوية متاحة للسفر لوجهتهم.
الشخص الرابع الذي توفي كان عامل من أفراد طاقم العمل على السفينة، وقد توفي في المستشفى في تاريخ 10 أبريل. 

## اقتباسات
1. 1 2  "Coronavirus live news: global deaths pass 95,000 as 1 in 10 Americans lose their jobs". The Guardian. 10 أبريل 2020. مؤرشف من الأصل في 2020-04-11. اطلع عليه بتاريخ 2020-04-10.
2. 1 2 3 4 5  Holland America.
3. ↑  Port State Information Exchange.
4. 1 2  Equasis.
5. 1 2  Miramar Ship Index.
6. 1 2 3 4  Ward 2019.
7. ↑  Ward 2019، صفحة 1631.
8. ↑  "Zaandam Ship Details". Cruiseabout. مؤرشف من الأصل في 2009-08-11. اطلع عليه بتاريخ 2009-08-11.
9. ↑  "South America & Antarctica Cruises & Vacations". hollandamerica.com (بالإنجليزية الأمريكية). Archived from the original on 2020-03-30. Retrieved 2018-06-25.
10. ↑  "73 sickened on cruise ship that left Seattle for Alaska". King5.com (بالإنجليزية الأمريكية). Associated Press. 24 Jun 2018. Archived from the original on 2020-03-30. Retrieved 2018-06-25.
11. 1 2  Harris 2020.
12. ↑  McCormick، Erin (27 مارس 2020). "'Stranded at sea': cruise ships around the world are adrift as ports turn them away". The Guardian. مؤرشف من الأصل في 2020-03-30. اطلع عليه بتاريخ 2020-03-27.
13. ↑  Harris، Sophia (23 مارس 2020). "'Get us the hell off': Canadians on board stranded cruise ship with 42 sick passengers, crew". CBC News. مؤرشف من الأصل في 2020-04-06. اطلع عليه بتاريخ 2020-03-23.
14. ↑  Dolven، Taylor (24 مارس 2020). "A cruise ship with 77 sick on board hopes to dock in Port Everglades on March 30". Miami Herald. مؤرشف من الأصل في 2020-04-06. اطلع عليه بتاريخ 2020-03-24.
15. ↑  "Zaandam cruise ship denied crossing Panama Canal due to quarantine". Prensa Latina. 27 مارس 2020. مؤرشف من الأصل في 2020-03-30. اطلع عليه بتاريخ 2020-03-27.
16. ↑  "Coronavirus: Holland America's Zaandam, Rotterdam get permission to transit Panama Canal". USA Today. 28 مارس 2020. مؤرشف من الأصل في 2020-03-30. اطلع عليه بتاريخ 2020-03-28.
17. ↑  Hines، Morgan (28 مارس 2020). "Coronavirus: Holland America's Zaandam, Rotterdam get OK to transit Panama Canal for Florida". USA Today. مؤرشف من الأصل في 2020-04-05. اطلع عليه بتاريخ 2020-03-30.
18. ↑  Silverman، Hollie (30 مارس 2020). "A cruise ship headed to Florida has reported more sick people on board after 4 die and 2 test positive for Covid-19". CNN. مؤرشف من الأصل في 2020-04-05. اطلع عليه بتاريخ 2020-03-30.
19. ↑  https://www.bbc.com/news/world/latin_america&link_location=live-reporting-story "Coronavirus: Cruise ship off Panama coast transfers passengers". BBC. 29 مارس 2020. مؤرشف من https://www.bbc.com/news/world/latin_america&link_location=live-reporting-story الأصل في 2020-04-05. اطلع عليه بتاريخ 2020-03-30. {{استشهاد ويب}}: تحقق من قيمة |مسار أرشيف= (مساعدة) وتحقق من قيمة |مسار= (مساعدة)
20. ↑  Winsa، Patty (28 مارس 2020). "Passengers on cruise ship in Panama transferred to new vessel". Toronto Star. مؤرشف من الأصل في 2020-04-05. اطلع عليه بتاريخ 2020-03-30.
21. ↑  "More COVID-19 cases on stranded cruise ship with 4 dead. Cruise line pleads for help". Canadian Broadcasting Corporation. 31 مارس 2020. مؤرشف من الأصل في 2020-04-06. اطلع عليه بتاريخ 2020-03-31.
22. ↑  Gomez، Adriana Gomez؛ Kennedy، Kelli (31 مارس 2020). "Florida Docking Plan in the Works for Ill-Fated Cruise Ships". NBC New York. Associated Press. مؤرشف من الأصل في 2020-04-05. اطلع عليه بتاريخ 2020-03-31. {{استشهاد ويب}}: الوسيط غير المعروف |last-author-amp= تم تجاهله يقترح استخدام |name-list-style= (مساعدة)
23. ↑  "Authority: Stranded ships begin transiting Panama Canal". WFLA News Channel 8. Associated Press. 30 مارس 2020. مؤرشف من الأصل في 2020-04-05. اطلع عليه بتاريخ 2020-03-30.
24. ↑  Neal، David J.؛ Dolven، Taylor (30 مارس 2020). "Fort Lauderdale mayor not ready to accept the coronavirus-hit Zaandam at Port Everglades". Miami Herald. مؤرشف من الأصل في 2020-04-06. اطلع عليه بتاريخ 2020-03-30. {{استشهاد ويب}}: الوسيط غير المعروف |last-author-amp= تم تجاهله يقترح استخدام |name-list-style= (مساعدة)
25. ↑  "More COVID-19 cases on stranded cruise ship with 4 dead. Cruise line pleads for help". CBC News. 31 مارس 2020. مؤرشف من الأصل في 2020-04-06. اطلع عليه بتاريخ 2020-03-31.
26. ↑  "Cruise ship with coronavirus outbreak sails to uncertain Florida welcome". National Post. 31 مارس 2020. اطلع عليه بتاريخ 2020-03-31.
27. ↑  Sanchez، Ray؛ Flores، Rosa؛ Weisfeldt، Sara (1 أبريل 2020). "Florida governor: We'll take state residents only from Zaandam cruise ship". CNN. مؤرشف من الأصل في 2020-04-06. اطلع عليه بتاريخ 2020-04-01. {{استشهاد ويب}}: الوسيط غير المعروف |last-author-amp= تم تجاهله يقترح استخدام |name-list-style= (مساعدة)
28. ↑  "Cruise ships are still scrambling for safe harbor". CNN. 3 أبريل 2020. مؤرشف من الأصل في 2020-04-06. اطلع عليه بتاريخ 2020-04-03.
29. ↑  Burke، Minyvonne (2 أبريل 2020). "Cruise ship with sick passengers and sister ship will be allowed to dock in Florida". NBC News. مؤرشف من الأصل في 2020-04-06. اطلع عليه بتاريخ 2020-04-02.
30. ↑  Anderson، Curt (4 أبريل 2020). "Another cruise ship with virus victims docks in Florida". Belleville News-Democrat. Associated Press. مؤرشف من الأصل في 2020-04-06. اطلع عليه بتاريخ 2020-04-05.

## روابط خارجية
- الموقع الرسمي
- موقع السفينة
- "Zaandam (IMO: 9156527)". vesseltracker.com. مؤرشف من الأصل في 2020-03-30.